# Бреша
Бреша (итал. Brescia) град је у северној Италији. Бреша је други највећи град у покрајини Ломбардији и управно средиште истоименог округа Бреша.
Бреша је позната највише као средиште трећег по значају индустријског подручја у целој Италији. Разлог овоме је положај града између великих и познатих градова у северној Италији, која је индустријски центар Италије.

## Географија
Бреша се налази у северном делу Италије. Од престонице Рима град је удаљен 570 км северно, а од седишта покрајине, Милана, 100 км источно.

### Рељеф
Бреша се налази у северном делу Падске низије. Град је смештен у јужном подружју Алпа, тако да се брда и брегови издижу непосредно северно од града. Јужно од града је равничарско тле.

### Воде
Кроз градско језгро протиче речица Меља. У близини града се налазе језера Гарда и Изео.

### Клима
Клима у Бреши је измењена континентална клима са знатним утицајем средоземне климе са мора. Стога су зиме нешто блаже, а лета топлија и сувља него у условима праве континенталне климе.
| Клима (Бреша)              | Клима (Бреша) | Клима (Бреша) | Клима (Бреша) | Клима (Бреша) | Клима (Бреша) | Клима (Бреша) | Клима (Бреша) | Клима (Бреша) | Клима (Бреша) | Клима (Бреша) | Клима (Бреша) | Клима (Бреша) | Клима (Бреша)  |
| Показатељ \ Месец          | .Јан.         | .Феб.         | .Мар.         | .Апр.         | .Мај.         | .Јун.         | .Јул.         | .Авг.         | .Сеп.         | .Окт.         | .Нов.         | .Дец.         | .Год.          |
| -------------------------- | ------------- | ------------- | ------------- | ------------- | ------------- | ------------- | ------------- | ------------- | ------------- | ------------- | ------------- | ------------- | -------------- |
| Средњи максимум, °C (°F)   | 5,0 (41)      | 8,5 (47,3)    | 14,2 (57,6)   | 18,6 (65,5)   | 23,1 (73,6)   | 27,8 (82)     | 30,3 (86,5)   | 29,4 (84,9)   | 25,1 (77,2)   | 18,5 (65,3)   | 11,6 (52,9)   | 6,8 (44,2)    | 30,3 (86,5)    |
| Средњи минимум, °C (°F)    | −1,5 (29,3)   | 0,3 (32,5)    | 4,9 (40,8)    | 8,8 (47,8)    | 12,7 (54,9)   | 16,7 (62,1)   | 19,0 (66,2)   | 18,4 (65,1)   | 15,1 (59,2)   | 10,0 (50)     | 4,5 (40,1)    | 0,6 (33,1)    | −1,5 (29,3)    |
| Количина падавина, mm (in) | 63,9 (25,16)  | 64,3 (25,31)  | 71,0 (27,95)  | 83,0 (32,68)  | 104,9 (41,3)  | 99,5 (39,17)  | 86,3 (33,98)  | 101,1 (39,8)  | 72,8 (28,66)  | 98,1 (38,62)  | 87,0 (34,25)  | 54,6 (21,5)   | 986,5 (388,38) |
| [ тражи се извор ]         |               |               |               |               |               |               |               |               |               |               |               |               |                |

## Историја
Постоје различите митолошке приче о оснивању града Бреше. Ипак сматра се да су Брешу основали Етрурци. Гали су извршили најезду и у савезу са келтским Инсубрима на ову област, да би касније Бреша постала њихово седиште. За време пунских ратова тадашња Бриксија (првобитни облик назива града) је обично била савезник Рима. Била је део Келтске конфедерације 202. п. н. е. против Рима, али тајним споразумом променила је страну и напала је изненада Инсубре. После тога су град и келтско племе Инсубри постали део римског света. Бреша је 89. п. н. е. добила статус града. Римска Бриксија је имала најмање три храма, акведукт, амфитеатар, форум и јавна купатила.
Крајем римске ере Визиготи под Аларихом I су 402. године похарали град. За време најезде Хуна под Атилом 452. године град је након опсаде опљачкан. Четрдесет година касније Бреша је била међу првим градовима које је освојио Теодорих Велики у рату против Отоакара. Лангобарди су заузели Брешу 568. или 569. године. Бреша је постала седиште једног од лангобарских војводстава. Потом је Карло Велики 774. године освојио град и тада је престала постојати Лангобардска краљевина у данашњој северној Италији. Нотингус је био први бискуп, који је 844. године постао и гроф. Касније се смањује моћ бискупа у корист грађана и племића. У различитим борбама ломбардских градова и царева Бреша је припадала разним савезима. У бици код Лењана војска из Бреше је била друга по снази одмах иза Милана. Склопили су мир са Фридрихом Барбаросом 1183. године и тада је признат Бреши статус слободног града. Цар Фридрик II је 1238. године опседао Брешу због улоге Бреше у бици код Коретнове. Бреша је из тога изашла као победник. Кад су пали Хоенштауфовци, Бреша и други слободни градови долазе под власт моћних фамилија, Магија и Брусатија. Цар Хенрик VII је 1311. године опседао Брешу шест месеци и изгубио је три четвртине армије. Касније је Скалијери из Верооне настојао да покори Брешу. Касније су градом владали Висконтијеви из Милана. Град је 1426. Филипо Марија Висконти продао Млечанима. После је миланско племство захтевало да се врати Бреша. Бреша је углавном остала под Венецијом, сем раздобља 1512—1520. године, када је била окупирана од стране Француза.
Бреша је остала под Венецијом до 1796. године. После Наполеонске ере Аустријанци су анектирали Брешу у Краљевину Ломбардо-Венецију, која је била аустријска вазална држава. У Бреши је током 1849. била јака побуна звана "Десет дана Бреше". Ђозуе Кардучи је зато Брешу звао италијанском лавицом. Бреша је постала део Италије 1859. године. Током 20. века Бреша није много страдала у светским ратовима и постала је важно индустријско средиште у Италији.

## Становништво
Према резултатима пописа становништва 2011. у општини је живело 189.902 становника.
| 1931.   | 1936.   | 1951.   | 1961.   | 1971.   | 1981.   | 1991.   | 2001.   | 2011.   |
| ------- | ------- | ------- | ------- | ------- | ------- | ------- | ------- | ------- |
| 114.607 | 123.332 | 142.059 | 172.744 | 210.047 | 206.661 | 194.502 | 187.567 | 189.902 |

Године 2008.. Бреша је имала нешто око 190.000 становника, што је 2,5 пута више него пре једног века. Бреша има и знатно приградско подручје, са којим броји пола милиона становника.
Град данас има значајан удео имигрантског становништва. 90% становника су грађани Италије. Осталих 10% су досељеници из свих крајева свега, али највише са Балкана.

## Знаменитости града
- Пјаца дела Лођа - вредан пажње пример ренесансног трга, облика затвореног квадрата. Главна зграда на тргу је Палацо дела Лођа или краће Ла Лођа, у којој се данас налази седиште Скупштине града, чија је изградња започета 1492. године под руководством Филипина де Грасија. На овом тргу 28. маја 1974. године нео фашистичка група извршила је терористички напад, тако што је поставила бомбу у корпу за отпатке. Том приликом погинуло је осморо а рањено 24-оро људи.
- Дуомо Векио (Стара катедрала) или Ротонда, која је изграђена у 11. веку на остацима старије базилике.
- Дуомо Ново (Нова катедрала)
- Бролето, бивша градска већница
- Капитолски храм, кога је изградио Веспазијан 73.

## Познате личности
- Арнолд из Бреше је живео у Бреши. Позивао је цркву да се одрекне поседовања, па је био обешен 1155. од стране цркве.
- Ротари, краљ Лангобарда
- Дезидерије, краљ Лангобарда
- папа Павле VI
- Лудвиг I Немачки
- Мануел Белери, фудбалер
- Андреа Пирло, фудбалер

## Галерија
- Стара и нова катедрала у Бреши
- Капитолски храм
- Капитолски храм

- Витлејем
- Дармштат
- Каунас
- Bouaké
- Логроњо
- Маринга
- Бјанкавила
- Пескара
- Шенџен
- Толука
- Махачкала